# Akmareul Boattda
Akmareul Boattda (en hangul, 악마를 보았다), también conocida como Encontré al diablo en España, Yo vi al diablo en Argentina, y I Saw the Devil en países de habla inglesa, es una película surcoreana de 2010 dirigida por Kim Ji-woon. La cinta es protagonizada por Lee Byung-hun y Choi Min-sik. La película narra la historia de un agente de policía que inicia una persecución y posterior venganza en contra del hombre que asesinó a su esposa.

## Argumento
Una noche de invierno, el automóvil de la joven Joo-yun (Oh San-ha) sufre un desperfecto al pinchar una de sus llantas. Kyung-chul (Choi Min-sik), quien estaba cerca del lugar, se ofrece a ayudarla, pero la joven no acepta. Tras esto, el hombre la secuestra y conduce a su casa. Unas horas después ella despierta y le pide al hombre que no la mate, revelando que está embarazada; sin embargo, Kyung-chul la ignora y la mata brutalmente. El asesino corta el cadáver de Joo-yun en varias partes y se deshace de ella. Al día siguiente, un niño encuentra una de las orejas de la joven en un río y avisa a la policía, que acude al lugar para identificar el cuerpo. Entre los policías se encuentra el jefe Jang (Jeon Kuk-hwan), padre de la joven. Tras confirmar que los restos son los de Joo-yun, su marido, Soo-hyun (Lee Byung-hun), quien es un agente de la policía, decide vengar su muerte y perseguir al asesino.
Soo-hyun consigue una lista de los sospechosos del crimen y los tortura para saber si son los culpables. El agente obtiene la dirección de Kyung-chul tras conversar con su hijo, a quien el hombre abandonó al cuidado de sus abuelos. Al llegar a la casa de Kyung-chul, Soo-hyun encuentra el anillo de bodas de Joo-yun, confirmando la identidad del asesino. Luego, el agente ataca al hombre en un invernadero mientras violaba a una de sus víctimas, fracturando una de sus muñecas y dejándolo inconsciente. Aprovechando esto, Soo-hyun obliga al asesino a ingerir un rastreador que le permite conocer su ubicación y escuchar sus conversaciones. Tras despertar, Kyung-chul huye del lugar y se dirige a un hospital, donde intenta abusar de una enfermera. Sin embargo, es interrumpido por el agente, quien lo golpea y le corta el tendón de Aquiles.
Luego del ataque, Kyung-chul se dirige a la casa de su amigo Tae-joo (Choi Moo-sung), quien es también un asesino y además caníbal, para solicitar alojamiento. Tras escuchar su historia, Tae-joo le sugiere que su perseguidor podría estar relacionado con alguna de sus víctimas. Gracias al rastreador, Soo-hyun encuentra la casa y ataca a los dos asesinos y a Se-jung (Kim In-seo), novia de Tae-joo. Al día siguiente, la policía encuentra a Tae-joo y Se-jung, y los envía a un hospital. Mientras tanto, Kyung-chul y Soo-hyun son enviados en forma secreta a un hospital donde son curados de sus heridas. Sin embargo, en aquel lugar el asesino descubre que tiene un rastreador en su interior.
Mientras Soo-hyun compra medicamentos, Kyung-chul le comunica a través del rastreador que sabe quién es y cómo lo estuvo siguiendo. Para eludir al agente, el asesino ingiere un laxante que le permite expulsar el rastreador y lo introduce en un taxista al que roba su vehículo. Soo-hyun interroga a Tae-joo sobre el paradero de Kyung-chul, quien le dice que está tras la familia de Joo-yun: su padre Jang y su hermana Se-yun (Kim Yun-seo). El agente intenta evitar que el asesino los dañe, pero sin éxito.
Tras asesinar a Se-yun y dejar ciego a Jang, Kyung-chul decide entregarse a la policía, pero es secuestrado por Soo-hyun antes. Luego de esto, Soo-hyun lleva al asesino a su casa, donde le revela que su plan era matarlo luego de hacerlo sufrir. El agente entonces instala una guillotina, inmovilizando a Kyung-chul bajo la hoja afilada. El arma es instalada de tal forma que se activa cuando la puerta de la habitación es abierta o cuando Kyung-chul suelte una cuerda que sujeta solo con sus dientes. Antes de irse de la casa, Soo-hyun deja un transmisor junto a la guillotina. Tras esto, el hijo del asesino y sus padres llegan a la casa, pero al intentar abrir la puerta de la habitación la guillotina se activa y le corta la cabeza a Kyung-chul. La última escena muestra al agente alejarse caminando de la casa, mientras rompe en llanto.

## Reparto
- Lee Byung-hun como Soo-hyun.
- Choi Min-sik como Kyung-chul.
- Jeon Kuk-hwan como Jefe Jang.
- Chun Ho-jin como el Jefe de Sección Oh, el líder de la policía.
- Oh San-ha como Joo-yun.
- Kim Yoon-seo como Se-yun.
- Choi Moo-sung como Tae-joo.[4]
- Kim In-seo como Se-jung.
- Yoon Chae-young como Han Song Yi, nurse.
- Nam Bo-ra como la hija del jefe de la sección Oh.
- Lee Joon Hyuk como un agente en el NIS.
- Kim Kap-soo como el segundo director general de Planificación en el Servicio de Inteligencia Nacional.
- Choi Jin-ho como el director de planeación.

## Estreno
Akmareul boattda fue estrenada el 12 de agosto de 2010 en Corea del Sur, y el 4 de marzo de 2011 en un número limitado de cines de Estados Unidos. Fue además mostrada en varios festivales de cine, incluyendo los de Sitges, Toronto, San Sebastián y Sundance. La cinta recaudó más de 129.000 dólares en Estados Unidos, y más de 12 millones en el resto de los países, logrando un total de $12.773.990 a lo largo del mundo.

### Recepción
La película recibió, en general, una respuesta positiva por parte de la crítica cinematográfica. La cinta posee un 79% de comentarios «frescos» en el sitio web Rotten Tomatoes, basado en un total de 77 críticas, y una puntuación de 67/100 en Metacritic. Jeannette Catsoulis del periódico The New York Times escribió: «A pesar de una abundancia de regocijo sanguinario (y un desprecio notable hacia las mujeres), I Saw the Devil es una graciosa fábula nietzscheana que es plenamente consciente de sus lapsos a la absurdidad».